# Aloys Oosterwijk
Aloys Oosterwijk (né le 25 juin 1956 à Schalkhaar) est un auteur de bande dessinée néerlandais. Sa principale série est Willems Wereld. 

## Biographie
Il a reçu, pour l'ensemble de son œuvre, le prix Stripschap en 2007.

## Publications en français
- Un impeccable ensemble blanc immaculé, Artefact, coll. « Le Graphe », 1981[1].